# Ancylandrena rozeni
Ancylandrena rozeni là một loài Hymenoptera trong họ Andrenidae. Loài này được Zavortink miêu tả khoa học năm 1994.